# Isabeau Proulx-Lemire
 (juillet 2015).
Si vous disposez d'ouvrages ou d'articles de référence ou si vous connaissez des sites web de qualité traitant du thème abordé ici, merci de compléter l'article en donnant les références utiles à sa vérifiabilité et en les liant à la section « Notes et références ».
Isabeau Proulx-Lemire est un comédien et chanteur canadien, né à Québec.

## Biographie
Isabeau Proulx-Lemire commence sa carrière comme comédien et travaille pour plusieurs compagnies de Québec, d’où il est natif : le Théâtre Périscope, Le Cirque Éos, l’Opéra de Québec, l’Orchestre symphonique de Québec, les Fêtes de la Nouvelle-France et le Carnaval de Québec.
Il est ensuite recruté par le Cirque du Soleil et devient chanteur principal du spectacle La Nouba à Walt Disney World Resort aux États-Unis mis en scène par Franco Dragone.
Diplômé en chant baroque de l’Université de Montréal auprès de la soprano Suzie LeBlanc en 2007, il poursuit sa carrière en parallèle avec l’Académie de Musique Baroque de Montréal, Cirque du Soleil Musique Inc, le Studio de musique ancienne de Montréal, le Festival Montréal Baroque, le World Youth Choir et le Chœur de l’Orchestre symphonique de Québec.
Depuis 2008, Isabeau Proulx-Lemire a joué dans plus d’une trentaine de productions de « théâtre chanté »  de tous genres, de l’opéra baroque de Monteverdi jusqu’à l’opéra-rock de Broadway.
Doué pour le théâtre physique et la danse, il s'essait à la comédie musicale avec entre autres Les Misérables au Capitole de Québec et aux FrancoFolies de Montréal,  Une Vie Presque Normale au Théâtre du Rideau vert, et Hairspray au festival Juste pour rire. Au théâtre parlé, il joue en français comme en anglais pour des festivals de théâtre internationaux : Festival TransAmériques de Montréal, l’International Children’s Festival de Cleveland et le Pittsburgh’s International Children’s Festival aux États-Unis.
Il interprète plus d’une quinzaine de rôles comiques en passant par l’opéra de Purcell (The Fairy Queen), Mozart (Le nozze di Figaro) l’opérette allemande et française jusqu’à La Tragédie de Carmen de Peter Brook. En 2008, il est sacré « révélation » par la presse montréalaise[précision nécessaire] pour son Frosh et son Yvan du Die Fliedermaus présenté par l’Atelier d’opéra de l’Université de Montréal. Il est ensuite des tournées canadiennes des Jeunesses musicales du Canada coproduit par l’Opéra de Québec dans La Veuve Joyeuse (Baron Popoff et D’Estillac) et Les Contes d'Hoffmann (les quatre valets). D’autres compagnies, dont entre autres l’Opéra Bouffe du Québec et la Société d’Art Lyrique du Royaume, font appel à lui dans une panoplie d’emplois comiques : valets, grimes et vieillards ganaches, jeunes premiers et les pères nobles. On note à son répertoire les grands rôles offenbachiens de La Grande-duchesse de Gérolstein, Les Brigands, Barbe-Bleue, La Belle Hélène, La Fille du tambour-major, Le Voyage dans la Lune et Docteur Ox. Il a également joué dans Ciboulette de Reynaldo Hahn et L'Étoile d'Emmanuel Chabrier.
Féru de musique baroque, il collabore avec des ensembles de chez lui mais aussi d’ailleurs. En 2008, après avoir chanté dans des théâtres en France, Espagne, Pologne et Roumanie, il foule pour la première fois les planches de l’Opéra-Comique de Paris sous la direction d’Hervé Niquet pour y reprendre la comédie-ballet Le Carnaval et la Folie de André Cardinal Destouches présenté par l’Académie baroque européenne d’Ambronay.
Au Canada, Isabeau Proulx-Lemire est chanteur, comédien mais aussi danseur avec le Toronto Masque Theater pour Masques of War, collage du Il Combattimento de Monteverdi et de L'Histoire du soldat de Stravinsky (rôle-titre). Il joue dans Molière’s Celebration, spectacle-collage comprenant les intermèdes musicaux de Lully/Charpentier (au côté de la soprano Shannon Mercer), et différentes scènes théâtrales du Bourgeois gentilhomme et du Malade imaginaire.
Il participe régulièrement à divers projets pluridisciplinaires avec les ensembles québécois Les Boréades (Francis Colpron), Masques (Olivier Fortin), L’Harmonie des Saisons (Eric Milnes), l’Académie de musique baroque de Montréal (Alexander Weimann) La Nef et Alkemia.  À titre d’exemples, il joue et chante dans le spectacle La Belle Danse de la compagnie Les Jardins Chorégraphiques dirigé par la danseuse et metteur en scène Marie-Nathalie Lacoursière. Avec la même équipe, il est de la première mondiale de la recréation du Ballet de l’Impatience de Jean-Baptiste Lully et la Bande Montréal Baroque dirigé par Noam Krieger au Festival de musique baroque de Montréal. Il est aussi danseur et chanteur dans l’opéra-création Visibilia (extraits d’opéras de Monteverdi) du Nouvel Opéra aux côtés de la soprano Suzie LeBlanc et d’Alexander Weimann à la direction (Festival des arts de Saint-Sauveur, Festival Orford, Vancouver Early Music Festival).